# Melchior von Bergholtz
Melchior von Bergholtz, född 22 mars 1771 i Kalmar slottsförsamling, död 23 september 1834 i Örby socken i Älvsborgs län, var en svensk militär.
Melchior von Bergholtz var son till överstelöjtnant Gustaf von Bergholtz och Anna Lovisa Risberg. Han blev officer 1792, major i armén 1799, kapten vid Älvsborgs regemente 1800, major 1809, överstelöjtnant 1810 och överste 1814. Han var chef för Älvsborgs regemente 1819–1834. Bergholtz blev generaladjutant 1822 och kommendör av Svärdsorden 1829.